# Boris Boor
Boris Boor, född den 12 december 1950 i Bratislava i Tjeckoslovakien, är en österrikisk ryttare.
Han tog OS-silver i lagtävlingen i hoppning i samband med de olympiska ridsporttävlingarna 1992 i Barcelona.